# Margaritone de Bríndisi

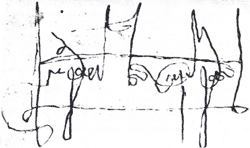
Firma de Margaritone de Bríndisi

Margaritone de Bríndisi (Margarito di Brindisi) (1149-1197) fue un pirata de la Apulia, de origen griego, nacido en Zacinto, que se convirtió en almirante de Sicilia en 1184. 
En 1185 ocupó Cefalonia y se proclamó conde palatino y señor de Cefalonia y Zacinto. El rey Tancredo de Sicilia le hizo conde de Malta en 1192. Al morir Tancredo en 1194 le sucedió su hijo menor Guillermo bajo regencia de la madre Sibila, y el emperador Enrique IV, con la ayuda del genovés, ocupó Palermo y se coronó a sí mismo el día de Navidad de 1194. El nuevo rey dio el condado de Malta a Guillermo Grasso, un genovés, mientras Margaritone era encerrado en la prisión en 1197 después de una revuelta. Murió antes de 1203. 
Dejó un hijo: Guillermo de Brindisi, que fue conde de Malta hacia 1204, y que dejó sólo una hija (casada con Enrico Pescatore, conde de Malta), y dos hijas, de nombres desconocidos, casadas con Leone Vetrano (señor de Corfú ejecutado en 1206) y Ricardo Orsini (tronco de los condes de Cefalonia), respectivamente.